# Mark Wössner

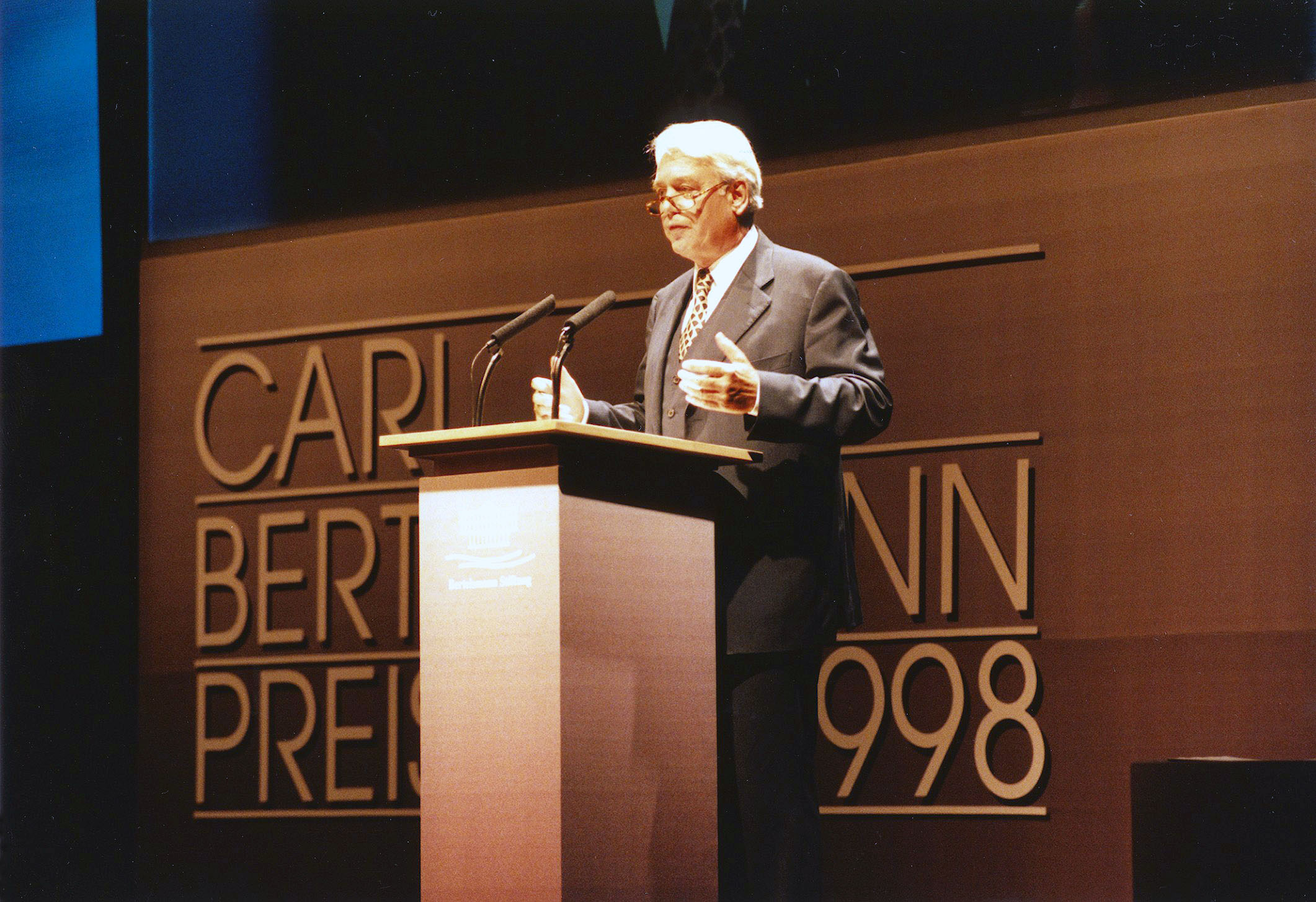
Laudatio von Mark Wössner bei der Verleihung des Carl Bertelsmann-Preises im Jahr 1998

Mark Matthias Wössner (* 14. Oktober 1938 in Berlin) ist ein deutscher Manager. Wössner war von 1983 bis 1998 Vorstandsvorsitzender von Bertelsmann mit Sitz in Gütersloh. Er war unter anderem Mitglied des Aufsichtsrats von Daimler und Loewe, Vorsitzender des Beraterkreises der Deutschen Bank und Präsidiumsmitglied des Bundesverbands der Deutschen Industrie (BDI). Seit seiner Pensionierung wohnt er mit seiner Lebensgefährtin in München.

## Laufbahn
Nach seinem Maschinenbau-Studium in Karlsruhe und anschließender Promotion in Stuttgart wurde Wössner im Alter von 30 Jahren bei Bertelsmann Assistent der Geschäftsleitung. 1970 wurde er Technischer Betriebsleiter und 1974 Geschäftsführer der größten Offsetdruckerei Europas Mohndruck. 1976 wurde Wössner Mitglied des Vorstands von Bertelsmann, verantwortlich für den Unternehmensbereich Druck- und Industriebetriebe. 1983 übernahm er den Vorsitz des Vorstandes.
Während seiner Zeit als Vorstandsvorsitzender verdoppelte sich die Zahl der Mitarbeiter. Der Umsatz von Bertelsmann vervierfachte sich, der Jahresüberschuss versiebenfachte sich. Wössner diversifizierte das ursprüngliche Buchclubgeschäft und baute Bertelsmann systematisch zu einem weltweit führenden Medienhaus aus, insbesondere durch Akquisitionen in den USA: So erwarb er für Bertelsmann die Musikfirma RCA Records und das Verlagshaus Doubleday sowie die Verlagsgruppe Random House, außerdem den Wolkenkratzer 1540 Broadway am Times Square in New York. Strategisch bedeutsam war auch der Einstieg in die elektronischen Medien wie RTL und Premiere sowie die Bildung der größten Rundfunkgruppe Europas, der CLT-UFA. Auf diese Weise entwickelte Wössner Bertelsmann zum größten Medienkonzern der Welt und zu einem der führenden Unternehmen im Fortune-Ranking der „meistbewunderten Firmen“ der Welt. Im Mai 1997 erhielt er den Leo M. Goodman Award der American Chamber of Commerce, 1998 den CICERO Rednerpreis.
Gemeinsam mit Reinhard Mohn entwickelte Mark Wössner eine partnerschaftliche Unternehmenskultur, die auf dem Prinzip der Delegation von Verantwortung beruht. Er sieht die Motivation und die Identifikation des einzelnen Arbeitnehmers mit seiner Aufgabe als wichtigste Voraussetzung für unternehmerischen Erfolg an. Sein Führungsmodell stellt die unternehmerische Freiheit des einzelnen Managers in den Mittelpunkt. Durch strategische Planung und Controlling werden innerhalb des Konzerns Wachstum und Profitabilität gewährleistet. Wössner verglich seine Rolle als Vorstandsvorsitzender mit der Rolle des Dirigenten in einem Orchester mit vielen Solisten. Er setzte sich dafür ein, dass auch die privaten Massenmedien gesellschaftliche Verantwortung wahrnehmen und in Qualitätsmedien investieren. Die Übernahme und Weiterführung des Siedler Verlags geht ebenso auf seine Initiative zurück wie der Wiederaufbau der Alten Kommandantur Unter den Linden 1 als Hauptstadtrepräsentanz von Bertelsmann.
1998 übergab er den Vorstandsvorsitz an Thomas Middelhoff. Wössner wechselte in den Aufsichtsrat von Bertelsmann und wurde im November des Jahres der Vorsitzende des Vorstands der gemeinnützigen Bertelsmann Stiftung. Er hatte dem Gremium bereits seit 1996 angehört und saß ab 1989 auch im Beirat. Im Oktober 2000 legte Wössner nach einem Zerwürfnis mit dem damaligen Vorsitzenden des Präsidiums der Bertelsmann Stiftung und Firmenpatriarchen Reinhard Mohn sämtliche Ämter in der Bertelsmann-Gruppe nieder.
Als Nachfolger von Klaus Sturany wurde er 2004 Vorsitzender des Aufsichtsrats der Heidelberger Druckmaschinen. Er übte darüber hinaus zahlreiche weitere Aufsichtsratsmandate aus, unter anderem bei DaimlerChrysler, Loewe, Douglas, Reuters, eCircle, AEG Power Solutions und Aurelius. Außerdem war er Vorsitzender des Beraterkreises der Deutschen Bank und Präsidiumsmitglied des Bundesverbandes der Deutschen Industrie und gehörte Beratungsgremien von Coca-Cola, RWE und EQT Investment Funds an. Er ist Chairman der Citigroup in Deutschland, Ehrensenator sowohl der Universität St. Gallen als auch der Universität Witten/Herdecke und Mitglied im Kuratorium der TU München, die ihn 2005 zum Honorarprofessor für Betriebswirtschaftslehre mit Schwerpunkt Medienwirtschaft in der Fakultät für Wirtschaftswissenschaften ernannte. Zu seinen gemeinnützigen und ehrenamtlichen Tätigkeiten zählt sein langjähriges Engagement in der StadtStiftung Gütersloh, der Udo-Jürgens-Stiftung und der Eduard-Rhein-Stiftung.